# Saison 2023-2024 du MC Oran
Maillots
Dernière mise à jour : 11 juin 2024.
Chronologie
Saison précédente Saison suivante
La saison 2023-2024 du Mouloudia Club d'Oran est la 59e saison du club en première division algérienne. L'équipe est engagée en Ligue 1 et en Coupe d'Algérie.
Cette saison est caractérisée par le rachat du club par la société étatique Hyproc Shipping Company et le départ de tous les actionnaires qui ont dirigé le club depuis environs trente ans. Le 17 août 2023, l'entreprise Hyproc devient le propriétaire du club qui est entré ainsi dans une nouvelle ère de vrai professionnalisme.

## Evenement de la saison
Le 17 août 2023, l'ancien conseil d'administration de la société SSPA du club est dissous. Hyproc Shipping Company devient officiellement le propriétaire du Mouloudia Club d'Oran, les accords ont été signés au siège de la wilaya d'Oran en présence des membres du club sportif amateur CSA/MCO dont le président sortant Chamseddine Bensecouci, du DG de Hyproc Abdennacer Bahlouli et du wali d'Oran Saïd Sayoud. Les accords prévoyaient l'achat de Hyproc de 90% des actions du club et 10% restent pour le CSA/MCO. Le Mouloudia Club d'Oran rentre officiellement dans un nouvel air de vrais professionnalisme.
| Noms                        | Fonctions                              |
| --------------------------- | -------------------------------------- |
| Youcef Djebbari             | Président de la SSPA                   |
| Rafik Cherrak               | Directeur général de la SSPA           |
| Youcef Djebbari             | Membres du CA SSPA                     |
| Tayeb Mehiaoui              | Membres du CA SSPA                     |
| Ahmed Belhadj (Baba)        | Membres du CA SSPA                     |
| Kheireddine Chorfi          | Membres du CA SSPA                     |
| Nacereddine Bessedjrari     | Membres du CA SSPA                     |
| Sofiane Benamar (Guenfouda) | Membres du CA SSPA                     |
| Fethi Fertas                | Actionnaires de la SSPA                |
| Abdelhafid Bellabès         | Actionnaires de la SSPA                |
| Amine Chorfi                | Actionnaires de la SSPA                |
| Samir Chorfi                | Actionnaires de la SSPA                |
| Abdellah Kechra             | Actionnaires de la SSPA                |
| Mokhtar Mimoun              | Actionnaires de la SSPA                |
| Hacène Kalaidji             | Actionnaires de la SSPA                |
| Djamel Zerhouni             | Actionnaires de la SSPA                |
| Fayçal Haffaf               | Actionnaires de la SSPA                |
| Chemseddine Bensenouci      | Président du CSA                       |
| Bachir Sebaâ                | Membres du CSA                         |
| Abdellah Bessol             | Membres du CSA                         |
| Khaled Kherroubi            | Membres du CSA                         |
| Nacereddine Bessedjrari     | Membres du CSA                         |
| Kouider Boukessassa         | Membres du CSA                         |
| Mokhtar Chergui             | Membres du CSA                         |
| Cheïkh Benzerga             | Membres du CSA                         |
| Toufik Belahcene            | Secrétaire général                     |
|                             | Directeur des Finances et Comptabilité |
|                             | Chargé des ressources humaines         |
|                             | Chargé de communication                |
| Rachid Serradj              | Responsable du Comité des Supporters   |

## Transferts

### Mercato d'été
| Nom                      | Nationalité | Poste             | Type de transfert | Durée | Provenance/Destination | Division                    | Réf.  |
| ------------------------ | ----------- | ----------------- | ----------------- | ----- | ---------------------- | --------------------------- | ----- |
| Arrivées                 |             |                   |                   |       |                        |                             |       |
| Faris Boukerrit          | Algérie     | Gardien de but    | Transfert         | 2 ans | CS Constantine         | Ligue 1 Pro.                |       |
| Abdelkader Belharrane    | Algérie     | Défenseur         | Transfert         | 2 ans | USM Alger              | Ligue 1 Pro.                |       |
| Amine Benbelaid          | Algérie     | Milieu de terrain | Transfert         | 2 ans | ASM Oran               | Ligue 2                     |       |
| Ilyes Chérif El-Ouazzani | Algérie     | Milieu de terrain | Promotion         | 2 ans | MC Oran U21            | Ligue 1 U21                 |       |
| Juba Oukaci              | Algérie     | Milieu de terrain | Transfert         | 2 ans | JS Kabylie             | Ligue 1 Pro.                | [ 4 ] |
| Yacine Guenina           | Algérie     | Attaquant         | Transfert         | 2 ans | JS Kabylie             | Ligue 1 Pro.                |       |
| Zoubir Motrani           | Algérie     | Attaquant         | Transfert         | 2 ans | Al-Nairyah             | Second Division League (D3) |       |
| Départs                  |             |                   |                   |       |                        |                             |       |
| Kamel Soufi              | Algérie     | Gardien de but    | Transfert         | 2 ans | USM Alger              | Ligue 1 Pro.                |       |
| Benali Benamar           | Algérie     | Défenseur         | Transfert         | 2 ans | JS Saoura              | Ligue 1 Pro.                |       |
| Mohamed Amine Ezzemani   | Algérie     | Défenseur         | Transfert         | 1 an  | MA Tetuán              | Botola Pro1                 |       |
| Sofiane Khadir           | Algérie     | Défenseur         | Transfert         | 2 ans | MO Constantine         | Ligue 2                     |       |
| Zakaria Khali            | Algérie     | Défenseur         | Transfert         | 2 ans | CR Témouchent          | Ligue 2                     |       |
| Imad Reguig              | Algérie     | Défenseur         | Transfert         | 2 ans | ES Sétif               | Ligue 1 Pro.                |       |
| Yasser Belaribi          | Algérie     | Milieu de terrain | Transfert         | 2 ans | MC El Bayadh           | Ligue 1 Pro.                |       |
| Mohamed Lagraa           | Algérie     | Milieu de terrain | Transfert         | 2 ans | JSM Tiaret             | Ligue 2                     |       |
| Ameur Bouguettaya        | Algérie     | Attaquant         | Transfert         | 2 ans | ES Mostaganem          | Ligue 2                     |       |
| Belkacem Yadaden         | Algérie     | Attaquant         | Transfert         | 2 ans | JSM Tiaret             | Ligue 2                     |       |

#### Période estivale des U19
| Nom      | Nationalité | Poste | Type de transfert | Durée | Provenance/Destination | Division | Réf. |
| -------- | ----------- | ----- | ----------------- | ----- | ---------------------- | -------- | ---- |
| Arrivées |             |       |                   |       |                        |          |      |
| ...      | Algérie     | ...   | Transfert         |       | ...                    | ...      |      |
| Départs  |             |       |                   |       |                        |          |      |
| ...      | Algérie     | ...   | Transfert         |       | ...                    | ...      |      |

### Mercato d'hiver
| Nom                | Nationalité | Poste             | Type de transfert      | Durée | Provenance/Destination | Division     | Réf.  |
| ------------------ | ----------- | ----------------- | ---------------------- | ----- | ---------------------- | ------------ | ----- |
| Arrivées           |             |                   |                        |       |                        |              |       |
| Ahmed Kerroum      | Algérie     | Défenseur         | Transfert              | ...   | ASO Chlef              | Ligue 1 Pro. |       |
| H'mida Salah       | Algérie     | Défenseur         | Transfert              | ...   | NC Magra               | Ligue 1 Pro. | [ 5 ] |
| Oualid Ardji       | Algérie     | Attaquant         | Transfert              | ...   | CS Constantine         | Ligue 1 Pro. |       |
| Maxwell Baakoh     | Ghana       | Attaquant         | Transfert              | ...   | USM Khenchela          | Ligue 1 Pro. | [ 5 ] |
| Merouane Boussalem | Algérie     | Attaquant         | Transfert              | ...   | US Biskra              | Ligue 1 Pro. |       |
| Départs            |             |                   |                        |       |                        |              |       |
| Athmane Toual      | Algérie     | Gardien de but    | Résiliation de contrat | ...   | ...                    | ...          | [ 6 ] |
| Senoussi Fourloul  | Algérie     | Défenseur         | Résiliation de contrat | ...   | ASM Oran               | Ligue 2      |       |
| Hichem Talha       | Algérie     | Défenseur         | Résiliation de contrat | ...   | ...                    | ...          | [ 6 ] |
| Amine Abed Abbassi | Algérie     | Milieu de terrain | Résiliation de contrat | ...   | CR Témouchent          | Ligue 2      | [ 6 ] |
| Ramzi Tennah       | Algérie     | Milieu de terrain | Résiliation de contrat | ...   | MC El Bayadh           | Ligue 1 Pro. |       |
| Mahi Benhamou      | Algérie     | Attaquant         | Résiliation de contrat | ...   | ES Mostaganem          | Ligue 2      | [ 6 ] |

#### Période hivernale des U19
| Nom      | Nationalité | Poste | Type de transfert | Durée | Provenance/Destination | Division | Réf. |
| -------- | ----------- | ----- | ----------------- | ----- | ---------------------- | -------- | ---- |
| Arrivées |             |       |                   |       |                        |          |      |
| ...      | Algérie     | ...   | Transfert         |       | ...                    | ...      |      |
| Départs  |             |       |                   |       |                        |          |      |
| ...      | Algérie     | ...   | Transfert         |       | ...                    | ...      |      |

## Effectif professionnel actuel (2023-2024)
Mise à jour:24 janvier 2024.

## Staff Actuel
| Position                       | Staff             |
| Staff Technique                | Staff Technique   |
| ------------------------------ | ----------------- |
| Entraîneur                     | Youcef Bouzidi    |
| Entraîneur adjoint             | Abdelatif Bouazza |
| Entraîneur des gardiens de but | Reda Acimi        |
| Préparateur physique           | Karim Chemoune    |
| Staff Médical                  |                   |
| Médecin                        | ...               |
| Soigneur                       | Amar Benarmas     |

| Position                           | Staff                   |
| Staff Technique des U21            | Staff Technique des U21 |
| ---------------------------------- | ----------------------- |
| Entraîneur U21                     | Bachir Mecheri          |
| Entraîneur des gardiens de but U21 | Abdesslam Benabdellah   |
| Préparateur physique U21           | Djamel Bekadja          |
| Staff Médical des U21              |                         |
| Médecin U21                        | Khaled Kharoubi         |
| Soigneur U21                       | Houari Dardjellab       |

## Compétitions

### Championnat d'Algérie
Le Mouloudia Club d'Oran entame la saison 2023-2024 avec un effectif réduit, les huit joueurs recrutés lors de la période estivale étaient interdis de jouer à la suite d'une sanction de la FIFA et de la FAF due à des dettes concernant anciens joueurs et entraineurs non réglés lors des saisons précédentes avec les anciennes directions qui dirigeaient le club depuis 2010. Le club a joué ces neuf premiers matchs du championnat amoindris de ces nouvelles recrues.
La nouvelle direction de cette saison, dirigée par Chakib Ghomari et parrainée par Hyproc Shipping Company a pu de ce fait régulariser et solder toutes les dettes. En début de janvier 2024, la FIFA et la FAF ont de ce fait procédés à la levée d'interdiction des huit joueurs recrutés lors de la période estivale de la saison en cours. Le Mouloudia Club d'Oran entame pour la première fois le championnat avec un effectif complet lors du match contre l'ES Ben Aknoun le 05 janvier 2024.

#### Phase aller
| Date       | J. | Adversaire     | Lieu | Score | Buteurs du MCO | Buteurs de l'Adv.                             | Class. | Public    |
| ---------- | -- | -------------- | ---- | ----- | -------------- | --------------------------------------------- | ------ | --------- |
| 15/09/2023 | 1  | ASO Chlef      | Ext. | 2–0   | —              | Addadi 47e, Aliane 62e                        | 14e    |           |
| 23/09/2023 | 2  | JS Saoura      | Dom. | 1–1   | Benamara 36e   | Bellatreche 5e (pen.)                         | 13e    | 3 793     |
| 29/09/2023 | 3  | US Souf        | Ext. | 0–0   | —              | —                                             | 14e    |           |
| 06/10/2023 | 4  | NC Magra       | Dom. | 0–0   | —              | —                                             | 14e    |           |
| 20/10/2023 | 5  | Paradou AC     | Ext. | 1–0   | —              | Kohili 16e                                    | 15e    | Huis clos |
| 17/11/2023 | 6  | USM Khenchela  | Dom. | 1–0   | Bengrina 19e   | —                                             | 14e    |           |
| 24/11/2023 | 7  | USM Alger      | Ext. | 2–0   | –              | Benzaza 62e, Dehiri 78e                       | 14e    |           |
| 02/12/2023 | 8  | JS Kabylie     | Dom. | 1–3   | Naâmani 76e    | Boualia 60e, Berkane 62e, Mouaki 90+5e (pen.) | 14e    | 9 000     |
| 08/12/2023 | 9  | CR Belouizdad  | Ext. | 2–0   | —              | Laouafi 45+9e (pen.), Meziane 75e             | 14e    |           |
| 15/12/2023 | 10 | US Biskra      | Dom. | 0–1   | —              | Boussalem 14e                                 | 14e    |           |
| 22/12/2023 | 11 | ES Sétif       | Ext. | 1–0   | —              | Lahmeri 63e                                   | 14e    |           |
| 05/01/2024 | 12 | ES Ben Aknoun  | Ext. | 2–1   | Benayad 23e    | Hachoud 11e (pen.), Hadji 60e                 | 15e    |           |
| 11/01/2024 | 13 | CS Constantine | Dom. | 1–4   | Ibouzidène 77e | Dib 39e (pen.), Temine 66e 86e 88e            | 15e    |           |
| 19/01/2024 | 14 | MC El Bayadh   | Ext. | 0–1   | Motrani 63e    | —                                             | 15e    |           |
| 26/01/2024 | 15 | MC Alger       | Dom. | 0–2   | —              | Bayazid 63e, Belharrane 84e (csc)             | 15e    |           |

#### Phase retour
| Date       | J. | Adversaire     | Lieu | Score | Buteurs du MCO                                         | Buteurs de l'Adv.                    | Class. | Public    |
| ---------- | -- | -------------- | ---- | ----- | ------------------------------------------------------ | ------------------------------------ | ------ | --------- |
| 09/02/2024 | 16 | ASO Chlef      | Dom. | 1–1   | Ardji 45+1e                                            | Agbagno 68e                          | 15e    |           |
| 17/02/2024 | 17 | JS Saoura      | Ext. | 1–1   | Naâmani 90+4e                                          | Akacem 83e                           | 14e    |           |
| 24/02/2024 | 18 | US Souf        | Dom. | 2–1   | Boussalem 50e, Naâmani 90+3e                           | Hadj Saad 39e                        | 14e    |           |
| 01/03/2024 | 19 | NC Magra       | Ext. | 1–1   | Dahar 89e                                              | Merouani 31e                         | 15e    |           |
| 16/03/2024 | 20 | Paradou AC     | Dom. | 2–0   | Benayad 15e 75e                                        | —                                    | 15e    |           |
| 23/03/2024 | 21 | USM Khenchela  | Ext. | 0–0   | —                                                      | —                                    | 15e    |           |
| 05/04/2024 | 22 | USM Alger      | Dom. | 1–0   | Dahar 39e                                              | —                                    | 15e    | 50 000    |
| 16/04/2024 | 23 | JS Kabylie     | Ext. | 3–1   | Boussalem 82e                                          | Djabri 6e, Boualia 18e, Berkane 59e  | 15e    |           |
| 28/04/2024 | 24 | CR Belouizdad  | Dom. | 1–0   | Boussalem 84e (pen.)                                   | —                                    | 15e    | 38 000    |
| 11/05/2024 | 25 | US Biskra      | Ext. | 0–0   | —                                                      | —                                    | 15e    |           |
| 17/05/2024 | 26 | ES Sétif       | Dom. | 4–1   | Boussalem 5e (pen.), Motrani 49e 64e, Aggoun 58e (csc) | Lahmeri 32e (pen.)                   | 15e    | 40 000    |
| 26/05/2024 | 27 | ES Ben Aknoun  | Dom. | 1–0   | Kerroum 45+3e                                          | —                                    | 14e    | 50 000    |
| 07/06/2024 | 28 | CS Constantine | Ext. | 1–1   | Kerroum 22e                                            | Bouguerra 18e                        | 13e    | Huis clos |
| 11/06/2024 | 29 | MC El Bayadh   | Dom. | 2–0   | Baakoh 19e, Benamara 80e                               | —                                    | 12e    | Huis clos |
| 14/06/2024 | 30 | MC Alger       | Ext. | 3–2   | Dahar 11e, Bengrina 82e                                | Belaïli 4e 52e (pen.), Merzougui 48e | 13e    | 40 000    |

#### Classement
| Rang | Équipe       | Pts | J  | G  | N  | P  | Bp | Bc | Diff |
| ---- | ------------ | --- | -- | -- | -- | -- | -- | -- | ---- |
| 10   | ASO Chlef    | 38  | 29 | 10 | 8  | 11 | 39 | 39 | 0    |
| 11   | NC Magra     | 38  | 29 | 9  | 11 | 9  | 28 | 29 | −1   |
| 12   | MC Oran      | 36  | 29 | 9  | 9  | 11 | 24 | 30 | −6   |
| 13   | US Biskra    | 36  | 29 | 9  | 9  | 11 | 24 | 32 | −8   |
| 14   | MC El Bayadh | 35  | 29 | 9  | 8  | 12 | 28 | 30 | −2   |

### Coupe d'Algérie
| Date       | Tour           | Adversaire    | Lieu          | Score | Buteurs du MCO                 | Buteurs de l'adv. | Public |
| ---------- | -------------- | ------------- | ------------- | ----- | ------------------------------ | ----------------- | ------ |
| 03/02/2024 | 1/32 de finale | CR Beni Thour | Ahmed-Zabana  | 3–0   | Boussalem 25e 78e, Benayad 85e | —                 |        |
| 08/03/2024 | 1/16 de finale | Paradou AC    | Omar-Benrabah | 1–2   | Kerroum 88e, Motrani 90+2e     | Boulbina 77e      |        |
| 30/03/2024 | 1/8 de finale  | US Biskra     | 18-Février    | 1–0   | —                              | Medane 65e        |        |

## Statistiques
Statistiques de la saison des joueurs du Mouloudia Club d'Oran :

Mise à jour le 14 juin 2024.

### Buteurs
| Rang                | Joueur                | Ligue 1 | Coupe | Total |
| ------------------- | --------------------- | ------- | ----- | ----- |
| 1                   | Merouane Boussalem    | 3       | 2     | 5     |
| 2                   | Mourad Benayad        | 3       | 1     | 4     |
| 2                   | Zoubir Motrani        | 3       | 1     | 4     |
| 4                   | Marouane Dahar        | 3       | 0     | 3     |
| 4                   | Mohamed Naâmani       | 3       | 0     | 3     |
| 4                   | Ahmed Kerroum         | 2       | 1     | 3     |
| 7                   | Abdelhafid Benamara   | 2       | 0     | 2     |
| 7                   | Mohamed Bengrina      | 2       | 0     | 2     |
| 9                   | Oualid Ardji          | 1       | 0     | 1     |
| 9                   | Maxwell Baakoh        | 1       | 0     | 1     |
| 9                   | Djamel Ibouzidène     | 1       | 0     | 1     |
| But contre son camp | Abdelkader Belharrane | 1       | 0     | 1     |

### Passeurs Décisifs
| Rang | Joueur                | Ligue 1 | Coupe | Total |
| ---- | --------------------- | ------- | ----- | ----- |
| 1    | Merouane Boussalem    | 3       | 0     | 3     |
| 1    | Zoubir Motrani        | 1       | 2     | 3     |
| 3    | Maxwell Baakoh        | 2       | 0     | 2     |
| 3    | Marouane Dahar        | 2       | 0     | 2     |
| 3    | Abdelkader Belharrane | 1       | 1     | 2     |
| 3    | Mourad Benayad        | 1       | 1     | 2     |
| 7    | Abdelhafid Benamara   | 1       | 0     | 1     |
| 7    | Aymen Chadli          | 1       | 0     | 1     |